# Бакланов Гліб Володимирович
Гліб Володи́мирович Бакла́нов (1910–1976) — радянський військовий діяч, Герой Радянського Союзу (1945), генерал-полковник (з 1960). Депутат Верховної Ради СРСР 6 та 7-го скликань та член Олімпійського комітету СРСР. Майстер спорту СРСР з гімнастики.
Рідний брат актриси Ольги Бакланової, батько російського дипломата Андрія Бакланова

## Біографія
Народився 14 серпня 1910 року в місті Москва у багатодітній заможній родині.
У листопаді 1932 року призваний до лав РСЧА. Служив командиром взводу, помічник командира роти, з 1937 року — начальник штабу батальйону, згодом начальник служби полку, помічник начальника штабу, а у 1938 році звільнений у запас. З 1939 року призваний повторно, з серпня того ж року на посаді начальника штабу стрілецького полку. Учасник радянсько-фінської війни 1939-40 років. Навчався в академії імені М. В. Фрунзе.
З перших днів Німецько-радянської війни Г. В. Бакланов в діючій армії: начальник штабу мотострілецького полку, з серпня 1941 року — командир полку на Західному фронті. З січня 1942 року — командир стрілецької бригади, яка відмітилася в боях під Старою Русой на Північно-Західному фронті. З серпня 1942 року — командир 299-ї стрілецької дивізії, яка в складі Сталінградського, а згодом Донського фронтів вела успішні бої в ході Сталінградської битви.
З травня 1943 року Г. В. Бакланов — командир 13-ї гвардійської стрілецької дивізії 5-ї гвардійської армії, яка брала участь в звільненні 23 вересня 1943 року міста Полтави, 29 вересня 1943 року міста Кременчука і форсуванні Дніпра. Наказом Верховного Головнокомандуючого Й. В. Сталіна 13-й гвардійській стрілецькій дивізії Г. В. Бакланова присвоєно почесне звання «Полтавська». В березні 1944 року дивізія під командуванням генерал-майора Г. В. Бакланова в складі військ 2-го Українського фронту в ході Умансько-Ботошанської операції, брала участь в прориві оборони ворога південніше Кіровограду і, розвиваючи наступ, 20 березня 1944 року оволоділа селом Лиса Гора та 22 березня 1944 року містом Первомайськ.
З жовтня 1944 року Г. В. Бакланов — командир 34-го гвардійського стрілецького корпусу. В складі 1-го Українського фронту корпус, діючі в 1-му ешелоні 5-ї гвардійської армії, брав участь у боях з оточення фашистів у місті Бреслау; в квітні 1945 року брав участь у Берлінській операції, в прориві оборони ворога на річці Нейсі, оволодінні рядом міст, у тому числі Дрезденом, який взяли 8 травня 1945 року. Наказом Верховного Головнокомандуючого Й. В. Сталіна 34-му гвардійському стрілецькому корпусу Г. В. Бакланова присвоєно почесну назву «Дрезденський». В травні 1945 року корпус брав участь в Празькій операції.
За вміле керівництво військами в боях за Дрезден і виявлений героїзм Указом Президії Верховної Ради СРСР від 29 травня 1945 року генерал-майору Бакланову Глібу Володимировичу присвоєно звання Героя Радянського Союзу з врученням ордена Леніна (№ 39910) і медалі «Золота Зірка» (№ 6564).
Після війни Г. В. Бакланов командував корпусом в Прикарпатському військовому окрузі. З червня 1948 року він — начальник управління фізичної підготовки і спорту Сухопутних військ. У 1948 був одним з керівників радянської делегації на Олімпіаді-1948 в Лондоні.
У 1948 році закінчив Вищі академічні курси при Військовій академії Генштабу.
З 1954 — 1959 командував 13-ю армією (Прикарпатський військовий округ). В 1960 році Г. В. Бакланову присвоєно військове звання генерал-полковник.
З травня 1960 року по вересень 1964 року командував військами Сибірського Військового Округу, а в 1964-67 роках — Північною групою військ.
Депутат Верховної Ради СРСР 6—7-го скликань. 16 січня 1976 року помер. Похований на Новодівочому кладовищі.

## Нагороди
- Золота Зірка Героя Радянського Союзу (29.05.45)
- орден Леніна (29.05.45)
- три ордена Червоного Прапора (15.01.40; 19.04.42; 03.11.53)
- орден Кутузова 1-го ступеня (06.04.45)
- орден Суворова 2-го ступеня (23.09.44)
- орден Кутузова 2-го ступеня (10.01.44)
- орден Олександра Невського (14.02.43)
- орден Червоної Зірки (24.06.48)

медалями, а також іноземними орденами і медалями.

## Мемуари
Генерал-полковник Бакланов Г. В. є автором книги воєнних спогадів «Вітер воєнних років», виданої в Києві 1985 року «Політвидавом України» (українською мовою).